# Fred MacMurray

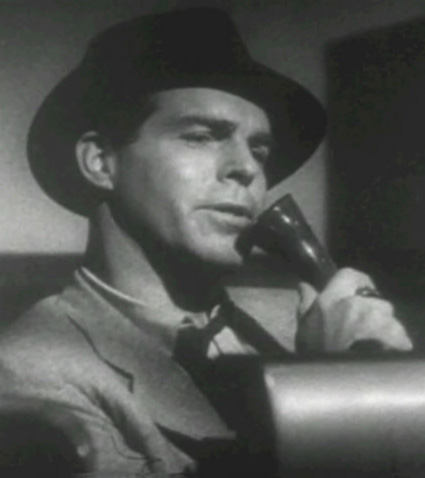
Double Indemnity el 1944

Fredrick Martin "Fred" MacMurray (Kankakee, Illinois, 30 d'agost de 1908 − Santa Barbara, Califòrnia, 5 de novembre de 1991) va ser un actor i  productor estatunidenc.

## Biografia
Després d'estudiar música va intentar guanyar-se la vida com a saxofonista, però després d'una gira arriba a Califòrnia on abandona la música per començar la seva carrera com a actor, al principi com extra, fins que el 1935 firma un contracte amb la Paramount i té el seu primer paper protagonista a The Gilded Lily dirigida per Wesley Ruggles i protagonitzada per grans estrelles del moment com Claudette Colbert i Ray Milland. A poc a poc, s'imposa en un gènere que li va com un guant: la comèdia.
A la seva següent pel·lícula va actuar al costat de Katharine Hepburn a Somnis de joventut dirigida per George Stevens. Abans d'acabar l'any 1935, i a començaments de 1936, va intervenir en dues pel·lícules amb una altra de les grans estrelles femenines de la dècada, Carole Lombard, concretament a Hands Across the Table de Mitchell Liesen i The Princess Comes Across de William K. Howard.
Durant la dècada de 1930 va continuar participant en comèdies, però a partir de 1940 va començar també a intervenir en pel·lícules de diferents gèneres com western, drama i cinema negre demostrant la seva versatilitat com a actor.
En la mateixa dècada va destacar en altres pel·lícules dirigides per Mitchell Liesen com Remember the Night amb Barbara Stanwyck, The Lady is Willing, amb Marlene Dietrich, Take a Letter, Darling amb Rosalind Russel, i a No Time for Love. També a Too Many Husbands, amb Jean Arthur. Però la pel·lícula per la qual seria recordat va ser la dirigida per Billy Wilder el 1943, Double Indemnity, acompanyat per Edward G. Robinson i Barbara Stanwyck.
En la dècada de 1950 la seva estrella es va anar a poc a poc apagant i va aparèixer en produccions menors o en papers secundaris en pel·lícules majors. El 1954 va actuar en El motí del Caine d'Edward Dmytryk, on tenia com a companys a Humphrey Bogart, Van Johnson i José Ferrer. Aquest mateix any rodarà La casa número 322 de Richard Quine en la que va compartir protagonisme amb Kim Novak, i on va interpretar un personatge molt similar al de Perdició que havia realitzat onze anys abans. El 1955 va ser un dels protagonistes de The Far Horizons de Rudolph Maté juntament amb Charlton Heston i Donna Reed, on es recreava l'Expedició de Lewis i Clark.
El 1960 va actuar al film clàssic L'apartament, en la que MacMurray és el malvat cap que s'aprofita del personatge interpretat per Jack Lemmon per seduir l'atractiva ascensorista, interpretada per Shirley MacLaine.
També a la dècada de 1960 va protagonitzar llargmetratges per a la Disney, The Absent-Minded Professor, la seva seqüela Son of Flubber i Dotze dotzenes de fills on interpretava un cap Boy Scout, en una típica pel·lícula familar.
Va finalitzar la seva carrera el 1978, amb la pel·lícula The Swarm d'Irwin Allen.
Després d'una llarga lluita contra la leucèmia, va morir als 83 anys, de pneumònia, aSanta Monica. Va ser enterrat al cementiri Holy Cross Cemetery a Culver City.

## Filmografia

### Cinema
- 1929: Girls Gone Wild: Extra
- 1929: Why Leave Home?
- 1929: Tiger Rose: Rancher
- 1935: Grand Old Girl: Sandy
- 1935: The Gilded Lily: Peter Dawes
- 1935: Car 99: Ross Martin
- 1935: Men Without Names, de Ralph Murphy: Richard Hood / Richard 'Dick' Grant
- 1935: Somnis de joventut (Alice Adams): Arthur Russell
- 1935: Hands Across the Table: Theodore Drew III
- 1935: Comes Home: Cyrus Anderson
- 1936: The Trail of the Lonesome Pine: Jack Hale
- 1936: Thirteen Hours by Air: Jack Gordon
- 1936: The Princess Comes Across: King Mantell
- 1936: The Texas Rangers: Jim Hawkins
- 1937: Champagne Waltz: Buzzy Bellew
- 1937: Maid of Salem: Roger Coverman
- 1937: Swing High, Swing Low: Skid Johnson
- 1937: Exclusive: Ralph Houston
- 1937: True Confession: Kenneth Bartlett
- 1938: Coconut Grove: Johnny Prentice
- 1938: Men with Wings: Pat Falconer
- 1938: Sing You Sinners: David Beebe
- 1939: Cafe Society: Crick O'Bannon
- 1939: Invitation to Happiness: Albert 'King' Cole
- 1939: Honeymoon in Bali: Bill 'Willie' Burnett
- 1940: Record d'una nit (Remember the Night): John Sargent
- 1940: Little Old Nova York: Charles Browne
- 1940: Too Many Husbands: Bill Cardew
- 1940: Rangers of Fortune: Gil Farra
- 1941: Virginia: Stonewall Elliott
- 1941: One Night in Lisbon: Dwight Houston
- 1941: Dive Bomber: Tinent Cm. Joe Blake, comandant de l'esquadró
- 1941: Nova York Town: Victor Ballard
- 1942: The Lady is Willing: Dr.. Corey McBain
- 1942: Take a Letter, Darling: Tom Verney
- 1942: The Forest Rangers: Don Stuart
- 1942: Star spangled rythm de George Marshall: Frank
- 1943: Flight for Freedom: Randy Britton
- 1943: No Time for Love: Jim Ryan
- 1943: Above suspicion: Richard Myles
- 1943: The Last Will and Testament of Tom Smith: El narrador
- 1944: Standing Room Only: Lee Stevens/Rogers the 'butler'
- 1944: And the Angels Sing: Happy Morgan
- 1944: Double Indemnity: Walter Neff
- 1944: Practically Yours: Daniel Bellamy
- 1945: Where Do We Go from Here?: Bill Morgan
- 1945: Captain Eddie: Capità Edward Rickenbacker
- 1945: Murder, He Says de George Marshall: Pete Marshall
- 1945: Pardon My Past: Eddie York/Francis Pemberton
- 1946: Smoky: Clint Barkley
- 1947: Suddenly, It's Spring: Peter Morley
- 1947: The Egg and I: Bob MacDonald
- 1947: Singapur: Matt Gordon
- 1948: On Our Merry Way, de King Vidor i Leslie Fenton: Al
- 1948: The Miracle of the Bells: William 'Bill' Dunnigan
- 1948: An Innocent Affair: Vincent Doane
- 1949: Family Honeymoon: Grant Jordan
- 1949: Father Was a Fullback: George Cooper / "Coop"
- 1950: Borderline: Johnny McEvoy
- 1950: Quina vida! (Never a Dull Moment): Chris Hayward
- 1951: A Millionaire for Christy: Peter Ulysses Lockwood
- 1951: Callaway Went Thataway: Mike Frye
- 1953: Fair Wind to Java: Capità Boll
- 1953: The Moonlighter: W.O. (Wes) Anderson
- 1954: El motí del Caine (The Caine Mutiny): Tinent Tom Keefer
- 1954: La casa número 322 (Pushover): Paul Sheridan
- 1954: Woman's World: Sid Burns
- 1955: Horitzons blaus (The Far Horizons): Meriwether Lewis
- 1955: The Rains of Ranchipur: Thomas "Tom" Ransome
- 1955: At Gunpoint: Jack Wright
- 1956: There's Always Tomorrow: Clifford Groves
- 1957: Gun for a Coward: Will Keough
- 1957: Quantez: Gentry/John Coventry
- 1958: Day of the Bad Man: Jutge James Edward Scott
- 1959: Bon dia per a un penjament (Good Day for a Hanging): Marshal Ben Cutler
- 1959: The Shaggy Dog: Wilson Daniels
- 1959: Face of a Fugitive: Jim Larsen
- 1959: The Oregon Trail: Neal Harris
- 1960: L'apartament (The Apartment): Jeff D. Sheldrake
- 1961: The Absent-Minded Professor: Prof. Ned Brainard
- 1962: Bon voyage !: Harry Willard
- 1963: Son of Flubber: Prof. Ned Brainard
- 1964: Kisses for My President: Thad McCloud
- 1966: Follow Me, Boys!: Lemuel Siddons
- 1967: The Happiest Millionaire: Anthony J. Drexel Biddle
- 1973: Charley and the Angel: Charley Appleby
- 1978: L'eixam (The Swarm): Maire Clarence Tuttle

### Televisió
- 1955 i 1958: General Electric Theater (Sèrie TV): Richard Elgin / Harry Wingate
- 1956: Screen Directors Playhouse (Sèrie TV): Peter Torrance
- 1958: Cimarron City (Sèrie TV): Laird Garner
- 1960-1972: My Three Sons (Sèrie TV): Steve Douglas
- 1974: The Chadwick Family (Telefilm): Ned Chadwick
- 1975: Beyond the Bermuda Triangle (Telefilm): Harry Ballinger

### Productor
- 1945: Pardon My Past

## Premis i nominacions

### Nominacions
- 1962. Globus d'Or al millor actor musical o còmic per The Absent Minded Professor